# 大賀昭司
大賀 昭司（おおが しょうじ、1956年（昭和31年）9月30日 - 2025年（令和7年）6月22日）は日本の実業家。大黒天物産株式会社の創業者、代表取締役会長。

## 経歴
- 1956年9月30日 - 岡山県玉野市で生まれる。
- 1974年3月 - 玉野市立玉野商業高等学校 卒業
- 1974年4月 - 藤徳物産株式会社 入社。
- 1980年4月 - 株式会社木乃新 入社。
- 1986年6月 - 岡山県倉敷市に、有限会社「倉敷きのしん」を設立し、代表取締役社長 就任。
- 1993年6月 - 同社を大黒天物産株式会社に改組、代表取締役社長 就任。
- 2006年8月 - 株式会社恵比寿天 代表取締役 就任。株式会社バリュー100 代表取締役 就任。
- 2012年6月 - (株)西源代表取締役 就任。
- 2016年12月 - 瀬戸内メイプルファーム(株)代表取締役 就任。
- 2018年6月 - (株)小田商店代表取締役会長 就任。
- 2018年12月 - マミーズ(株)代表取締役会長 就任。
- 2024年8月 - 大黒天物産株式会社 代表取締役社長を退任し会長に就任[1][2][3]。
- 2025年6月22日 - 呼吸器不全のため岡山県倉敷市の病院で死去[4]。68歳没。

## メディア出演など
- テレビ東京系列局「カンブリア宮殿」2012年10月18日 - 業界激震!スーパーマーケットの革命者たち[5]
- TOKYO MX「東京マーケットワイド」2012年8月3日 - 東証1部指定となった大黒天物産の社長に聞く。[6]
- 「チェーンストアエイジThe Interview」ダイヤモンド社2010年2月25日[7]
- 「雑誌PRESIDENT」2010年1月18日号[8]
- 「雑誌PRESIDENT」2009年1月12日号[9]
- 「日本食糧新聞」2006年9月28日[10]
- 「山陽新聞」2004年（平成16年）4月28日 - 「企業と人」欄
- テレビせとうち「せとうち経済ウィークリー」2001年6月10日 - ポイントインタビュー[11]